# Sounds of the Universe
Sounds of the Universe (en español, Sonidos del universo) es el duodécimo álbum del grupo inglés de música electrónica Depeche Mode (David Gahan, Andrew Fletcher, Martin Gore), producido durante 2008-09 y publicado en 2009.
Fue producido por Ben Hillier. La mayoría de los temas fueron escritos por Martin Gore, excepto «Hole to Feed», «Come Back» y «Miles Away/The Truth is», que fueron escritos por David Gahan, Christian Eigner y Andrew Phillpott.
Con motivo del disco, Depeche Mode realizó durante 2009-10 la gira Tour of the Universe con el propio Eigner en la batería y el teclista Peter Gordeno como músicos de apoyo. Posteriormente, en 2009 se publicó el álbum en directo Barcelona 20/21.11.09.
Hasta enero de 2013, Sounds of the Universe había vendido 194 000 copias en Estados Unidos.

## Listado de canciones
El álbum apareció en cinco ediciones, la estándar en disco compacto, como edición especial en CD+DVD con contenido adicional, en doble disco de vinilo, en edición de lujo en tres CD y un DVD con múltiple material exclusivo, así como en streaming con el contenido de la versión de lujo.

### Edición enCD
| Sounds of the Universe |                                                   |                          |          |  |
| N.º                    | Título                                            | Escritor(es)             | Duración |  |
| 1.                     | «In Chains»                                       | Gore                     | 6:53     |  |
| 2.                     | «Hole to Feed»                                    | Gahan, Eigner, Phillpott | 3:59     |  |
| 3.                     | «Wrong»                                           | Gore                     | 3:13     |  |
| 4.                     | «Fragile Tension»                                 | Gore                     | 4:09     |  |
| 5.                     | «Little Soul»                                     | Gore                     | 3:31     |  |
| 6.                     | «In Sympathy»                                     | Gore                     | 4:54     |  |
| 7.                     | «Peace»                                           | Gore                     | 4:29     |  |
| 8.                     | «Come Back»                                       | Gahan, Eigner, Phillpott | 5:15     |  |
| 9.                     | «Spacewalker»                                     | Gore                     | 1:53     |  |
| 10.                    | «Perfect»                                         | Gore                     | 4:33     |  |
| 11.                    | «Miles Away/The Truth is»                         | Gahan, Eigner, Phillpott | 4:14     |  |
| 12.                    | «Jezebel»                                         | Gore                     | 4:41     |  |
| 13.                    | «Corrupt» (contiene Wrong Reprise al minuto 8:17) | Gore                     | 5:04     |  |

### Edición especial
Lo que antes y más bien fugazmente fuera presentado en los dos anteriores discos de DM y en álbumes de otros artistas como edición de lujo fue una llamada edición especial a secas, tan sólo en CD y DVD, sin embargo contiene el álbum en ambos discos, el de audio y el de video. Fue más bien una especie de edición segunda en importancia.
Lo que cambió en esta presentación curiosamente son los colores del logo de la portada que están invertidos a como aparecen en la versión estándar; mientras en aquella se ve un círculo negro sobre un fondo gris con barras de colores "tirados", en esta el círculo es gris sobre un fondo negro; además la foto posterior del álbum es distinta y los integrantes de DM se ven a la distancia, mostrando un Universo más grande, y el booklet contiene más fotos.
El disco uno es la colección estándar Sounds of the Universe en CD.

| Disco dos, DVD de la edición especial |                                                            |          |  |
| N.º                                   | Título                                                     | Duración |  |
| 1.                                    | «In Chains»                                                | 6:53     |  |
| 2.                                    | «Hole to Feed»                                             | 3:59     |  |
| 3.                                    | «Wrong»                                                    | 3:13     |  |
| 4.                                    | «Fragile Tension»                                          | 4:09     |  |
| 5.                                    | «Little Soul»                                              | 3:31     |  |
| 6.                                    | «In Sympathy»                                              | 4:54     |  |
| 7.                                    | «Peace»                                                    | 4:29     |  |
| 8.                                    | «Come Back»                                                | 5:15     |  |
| 9.                                    | «Spacewalker»                                              | 1:53     |  |
| 10.                                   | «Perfect»                                                  | 4:33     |  |
| 11.                                   | «Miles Away/The Truth is»                                  | 4:14     |  |
| 12.                                   | «Jezebel»                                                  | 4:41     |  |
| 13.                                   | «Corrupt» (con Wrong Reprise al minuto 8:17)               | 5:04     |  |
| 14.                                   | «Sounds of the Universe» (Un breve filme)                  | 10:05    |  |
| 15.                                   | «Wrong» (video promocional dirigido por Patrick Daughters) | 3:18     |  |
| 16.                                   | «In Chains» (Minilogue's Earth Remix)                      | 7:52     |  |
| 17.                                   | «Little Soul» (Thomas Fehlmann Flowing Ambient Mix)        | 9:21     |  |
| 18.                                   | «Jezebel» (SixToes Remix)                                  | 5:32     |  |

### Edición enLP
El álbum también se publicó en formato de disco de vinilo. Esta edición contiene el álbum Sounds of the Universe en LP, en dos discos cuyos lados están ordenados alfabéticamente del A al D. Esta versión apareció conteniendo la propia edición en CD del disco, como se hizo con el álbum Hourglass de Dave Gahan en 2007.
La versión en LP de un álbum de DM se había dejado de publicar en ambos lados del mundo desde 1993, con Sounds of the Universe, ante su nutrida presentación en diferentes ediciones, se retomó la publicación del formato en ambos lados del mundo.
Disco 1
| Lado A |                |          |  |
| N.º    | Título         | Duración |  |
| 1.     | «In Chains»    | 6:53     |  |
| 2.     | «Hole to Feed» | 3:59     |  |
| 3.     | «Wrong»        | 3:13     |  |

| Lado B |                   |          |  |
| N.º    | Título            | Duración |  |
| 1.     | «Fragile Tension» | 4:09     |  |
| 2.     | «Little Soul»     | 3:31     |  |
| 3.     | «In Sympathy»     | 4:54     |  |

Disco 2
| Lado C |               |          |  |
| N.º    | Título        | Duración |  |
| 1.     | «Peace»       | 4:29     |  |
| 2.     | «Come Back»   | 5:15     |  |
| 3.     | «Spacewalker» | 1:53     |  |
| 4.     | «Perfect»     | 4:33     |  |

| Lado D |                               |          |  |
| N.º    | Título                        | Duración |  |
| 1.     | «Miles Away/TheTruth is»      | 4:14     |  |
| 2.     | «Jezebel»                     | 4:41     |  |
| 3.     | «Corrupt» (con Wrong Reprise) | 5:02     |  |

### Edición de lujo
La edición de lujo del álbum es en realidad una caja, presentando la colección en tres CD y un DVD, además de numeroso material exclusivo entre fotos, tarjetas, póster e incluso un certificado de autenticidad.
Esta edición contiene el disco en dos diferentes sistemas de sonido, así como los demás temas resultantes de las grabaciones del mismo, de los cuales sólo uno se presentó como lado B en el primer disco sencillo de la colección.
La caja se compone de dos piezas hechas con una lámina delgada de bloqueo, que contiene:
Dos cuadernos de 84 páginas con todas las letras de Sounds of the Universe, con fotografías tomadas por Anton Corbijn así como imágenes divertidas de Daniel Miller, Ben Hillier, Luke Smith y Ferg Peterkin.
Dos insignias de esmalte exclusivas.
Un póster.
Cinco tarjetas artísticas en empaque de colección.
Certificado de autenticidad.
Además del primer CD con la colección Sounds of the Universe estándar, el contenido de los demás discos es:

| Disco dos, CD, bonos y remezclas |                                                |              |          |  |
| N.º                              | Título                                         | Escritor(es) | Duración |  |
| 1.                               | «Light»                                        | Gore         | 4:44     |  |
| 2.                               | «The Sun and the Moon and the Stars»           | Gore         | 4:41     |  |
| 3.                               | «Ghost»                                        | Gore         | 6:26     |  |
| 4.                               | «Esque»                                        | Gore         | 2:17     |  |
| 5.                               | «Oh Well»                                      | Gahan, Gore  | 6:02     |  |
| 6.                               | «Corrupt» (Efdemin Remix)                      |              | 6:29     |  |
| 7.                               | «In Chains» (Minilogue's Earth Remix)          |              | 7:54     |  |
| 8.                               | «Little Soul» (Thomas Fehlman Ambient Mix)     |              | 9:20     |  |
| 9.                               | «Jezebel» (SixToes Remix)                      |              | 5:33     |  |
| 10.                              | «Perfect» (Electronic Periodic Dark Drone Mix) |              | 5:21     |  |
| 11.                              | «Wrong» (Caspa Remix)                          |              | 5:04     |  |

| Disco tres, CD, demos |                           |          |  |
| N.º                   | Título                    | Duración |  |
| 1.                    | «Little 15»               | 4:16     |  |
| 2.                    | «Clean»                   | 3:42     |  |
| 3.                    | «Sweetest Perfection»     | 3:23     |  |
| 4.                    | «Walking in My Shoes»     | 3:22     |  |
| 5.                    | «I Feel You»              | 4:03     |  |
| 6.                    | «Judas»                   | 3:25     |  |
| 7.                    | «Surrender»               | 5:00     |  |
| 8.                    | «Only When I Lose Myself» | 5:25     |  |
| 9.                    | «Nothing's Impossible»    | 5:02     |  |
| 10.                   | «Corrupt»                 | 4:41     |  |
| 11.                   | «Peace»                   | 4:34     |  |
| 12.                   | «Jezebel»                 | 438      |  |
| 13.                   | «Come Back»               | 5:09     |  |
| 14.                   | «In Chains»               | 4:33     |  |

| Disco cuatro, DVD | |          |  |
| N.º               | Título | Duración |  |
| 1.                | «Usual Thing: Try and Get the Question in the Answer» (documental dirigido por Philip M. Lane y Ross Hallard) | 55:12    |  |
| 2.                | «Making the Universe» (filme grabado por Andrew Fletcher, Daniel Miller y Jonathan Kessler)                   | 45:23    |  |
| 3.                | «Sounds of the Universe» (Un breve filme)                                                                     | 10:05    |  |
| 4.                | «Corrupt» (sesión de estudio)                                                                                 | 4:08     |  |
| 5.                | «Little Soul» (sesión de estudio)                                                                             | 3:52     |  |
| 6.                | «Stories of Old» (sesión de estudio)                                                                          | 3:24     |  |
| 7.                | «Come Back» (sesión de estudio)                                                                               | 6:05     |  |
| 8.                | «Wrong» (video promocional dirigido por Patrick Daughters)                                                    | 6:05     |  |
| 9.                | «In Chains»                                                                                                   | 6:53     |  |
| 10.               | «Hole to Feed»                                                                                                | 3:59     |  |
| 11.               | «Wrong» | 3:13     |  |
| 12.               | «Fragile Tension»                                                                                             | 4:09     |  |
| 13.               | «Little Soul»                                                                                                 | 3:31     |  |
| 14.               | «In Sympathy»                                                                                                 | 4:54     |  |
| 15.               | «Peace» | 4:29     |  |
| 16.               | «Come Back»                                                                                                   | 5:15     |  |
| 17.               | «Spacewalker»                                                                                                 | 1:53     |  |
| 18.               | «Perfect» | 4:33     |  |
| 19.               | «Miles Away/The Truth is»                                                                                     | 4:14     |  |
| 20.               | «Jezebel» | 4:41     |  |
| 21.               | «Corrupt» (con Wrong Reprise)                                                                                 | 5:04     |  |
| 22.               | «Light» | 4:44     |  |
| 23.               | «The Sun and the Moon and the Stars»                                                                          | 4:41     |  |
| 24.               | «Ghost» | 6:26     |  |
| 25.               | «Esque» | 2:17     |  |
| 26.               | «Oh Well» | 6:02     |  |

La caja en América es la misma hecha en Europa, que apareció en ediciones exclusivamente importadas. El detalle de esta edición de lujo fue su alto costo.

### Edición digital
El álbum apareció también en edición digital con los correspondientes trece temas que lo componen más dos remezclas a través de iTunes, y Spotify en su edición de lujo.

| Pistas adicionales en iTunes |                                     |          |  |
| N.º                          | Título                              | Duración |  |
| 14.                          | «Oh Well» (Black Light Odyssey Dub) | 5:02     |  |
| 15.                          | «Wrong» (Trentemøller Remix Edit)   | 5:42     |  |

Edición iTunes Pass
Fue una nueva modalidad de membresía del portal iTunes a través de la cual los suscriptores pudieron obtener una edición digital variante con múltiples y diversas adiciones generadas del álbum, antes y después de su lanzamiento, aunque en realidad este consiste básicamente de remezclas, incluyendo las dos que aparecen en la edición digital estándar, el minifilme, el vídeo promocional de la edición especial y por último versiones en vivo de la gira.

| Pistas adicionales en iTunes Pass |                                                                            |          |  |
| N.º                               | Título                                                                     | Duración |  |
| 14.                               | «Oh Well» (Black Light Odyssey Dub)                                        | 5:02     |  |
| 15.                               | «Wrong» (video promocional)                                                | 3:23     |  |
| 16.                               | «The Sun and the Moon and the Stars» (Electronic Periodic's Microdrum Mix) | 4:04     |  |
| 17.                               | «Miles Away/The Truth is» (Lagos Boys Choir Remix)                         | 4:06     |  |
| 18.                               | «Wrong» (Thin White Duke Remix)                                            | 7:41     |  |
| 19.                               | «Wrong» (Magda's Scallop Funk Remix)                                       | 6:23     |  |
| 20.                               | «Wrong» (D.I.M. vs. Boys Noize Remix)                                      | 5:09     |  |
| 21.                               | «Sounds of the Universe» (Un breve filme)                                  | 10:05    |  |
| 22.                               | «Wrong» (Trentemøller Remix Edit)                                          | 5:42     |  |
| 23.                               | «Jezebel» (SixToes Remix)                                                  | 5:32     |  |
| 24.                               | «Little Soul» (Thomas Fehlmann Flowing Ambient Mix)                        | 9:19     |  |
| 25.                               | «In Chains» (Minilogue's Earth Remix)                                      | 7:54     |  |
| 26.                               | «Corrupt» (video de sesión de estudio)                                     | 4:54     |  |
| 27.                               | «Little Soul» (video de sesión de estudio)                                 | 3:56     |  |
| 28.                               | «Little Soul» (Thomas Fehlmann Flowing Funk Dub)                           | 10:02    |  |
| 29.                               | «Peace» (Hervé's 'Warehouse Frequencies' Remix)                            | 5:10     |  |
| 30.                               | «Peace» (The Japanese Pop Stars Remix)                                     | 6:41     |  |
| 31.                               | «In Sympathy» (en vivo en Tel Aviv)                                        | 5:18     |  |
| 32.                               | «Walking in My Shoes» (en vivo en Tel Aviv)                                | 6:24     |  |

Los suscriptores comenzaron a adquirir esta versión aún antes de la publicación oficial del álbum, mientras Depeche Mode fue pionero en este modo de compra.
Hubo otras ediciones digitales con diversas adiciones.

## Créditos
Martin Gore - guitarras, sintetizadores y segunda voz; además canta el tema Jezebel, así como The Sun and the Moon and the Stars de la edición de lujo del álbum.
David Gahan - voz principal, excepto Little Soul que canta a dueto con Gore; los temas Hole to Feed y Corrupt los cantan parcialmente a dueto.
Andrew Fletcher - bajo eléctrico, sintetizador. Tiene participación vocal en Fragile Tension.
Ben Hillier - producción.
Anton Corbijn - portada, diseño y fotografías.
Daniel Miller - producción ejecutiva.
Tony Hoffer - mezcla.
Ferg Peterkin - ingeniería.
Luke Smith - programación.
Christian Eigner - batería en Hole to Feed y Fragile Tension; con Andrew Phillpott programación original de Hole to Feed, Come Back y Miles Away/The Truth is.
Josh García - asistencia de ingeniería en Santa Bárbara.
Jesse Gladstone - asistencia de ingeniería en Nueva York.
Anthony Palazzole - asistencia de ingeniería en Nueva York, y en mezcla.
Sie Medway-Smith - asistencia en preproducción.
Stephen Marcussen - masterización.

## Sencillos
- Wrong
- Peace
- Fragile Tension/Hole to Feed

Formalmente, los tres sencillos fueron solo para Europa.
La versión de «Peace» como sencillo tiene editado el inicio, el cual resulta poco más corto; «Wrong» también tiene editado el inicio, pero solo en las limitadas versiones para Norteamérica; «Hole to Feed» y «Fragile Tension» también aparecen ligeramente editadas en su versión como sencillos.
Adicionalmente en América se publicó una edición solo promocional del tema «Perfect». Formalmente del álbum se desprendieron cuatro canciones en tres discos sencillos.
Lados B
Según se dio a conocer, Depeche Mode dejó fuera del álbum "unas pocas" canciones más, los llamados bonus tracks de la edición de lujo, de los cuales únicamente el tema «Oh Well» se incluyó también como lado B del sencillo «Wrong».
La letra de «Oh Well» fue escrita por Dave Gahan y musicalizado por Martin Gore, siendo así el primer tema compuesto por ambos. De manera adicional se agregó como número catorce en varias ediciones en CD de Sounds of the Universe distintas a la norteamericana y la inglesa, con lo cual pasó a ser el primer álbum de DM propiamente sin lados B.

## The 12" Singles
Es una colección iniciada en 2018, con Speak & Spell y A Broken Frame, de todos los sencillos de DM, por álbum, en estricto orden cronológico, presentados en ediciones de lujo en formato de 12 pulgadas, que continuó ese mismo año con Construction Time Again y Some Great Reward, y en 2019 con Black Celebration y Music for the Masses, en 2020 con Violator y Songs of Faith and Devotion, en 2021 con Ultra, en 2022 con Exciter y Playing the Angel, y en 2023 con Sounds of the Universe, presentando sus tres sencillos en siete discos, incluyendo algunos por primera vez en ese formato.
Pese a que la colección es en discos de 12 pulgadas, también se publicó y está disponible en streaming.
Wrong
| Lado A |                                 |          |  |
| N.º    | Título                          | Duración |  |
| 1.     | «Wrong» (versión del álbum)     | 3:13     |  |
| 2.     | «Wrong» (Thin White Duke Remix) | 7:39     |  |

| Lado B |                                   |          |  |
| N.º    | Título                            | Duración |  |
| 1.     | «Wrong» (Trentemøller Club Remix) | 6:56     |  |
| 2.     | «Wrong» (Caspa Remix)             | 5:03     |  |

Wrong
| Lado C |                                       |          |  |
| N.º    | Título                                | Duración |  |
| 1.     | «Wrong» (Magda's Scallop Funk Mix)    | 6:21     |  |
| 2.     | «Wrong» (D.I.M. vs. Boys Noize Remix) | 5:09     |  |

| Lado D |                                       |          |  |
| N.º    | Título                                | Duración |  |
| 1.     | «Wrong» (Trentemøller Club Remix Dub) | 6:42     |  |
| 2.     | «Oh Well» (Black Light Odyssey Remix) | 5:54     |  |

Peace
| Lado E |                            |          |  |
| N.º    | Título                     | Duración |  |
| 1.     | «Peace» (versión sencillo) | 3:37     |  |
| 2.     | «Peace» (SixToes Remix)    | 5:13     |  |
| 3.     | «Come Back» (Jonsi Remix)  | 3:59     |  |

| Lado F |                                       |          |  |
| N.º    | Título                                | Duración |  |
| 1.     | «Peace» (Ben Klock Remix)             | 7:48     |  |
| 2.     | «Peace» (The Japanese Popstars Remix) | 6:41     |  |

Peace
| Lado G |                                                          |          |  |
| N.º    | Título                                                   | Duración |  |
| 1.     | «Peace» (Sid LeRock Remmix)                              | 6:35     |  |
| 2.     | «Peace» (Justus Köhncke Extended Disco Club Vocal Remix) | 6:23     |  |

| Lado H |                                                         |          |  |
| N.º    | Título                                                  | Duración |  |
| 1.     | «Peace» (The Exploding Plastic Inevitable JK Disco Dub) | 7:33     |  |
| 2.     | «Peace» (Pan/Tone Remix)                                | 7:51     |  |

Fragile Tension / Hole to Feed
| Lado I |                                                           |          |  |
| N.º    | Título                                                    | Duración |  |
| 1.     | «Fragile Tension» (Stephan Bodzin Remmix)                 | 9:17     |  |
| 2.     | «Fragile Tension» (Kris Menace's Love on LaserDisc Remix) | 6:25     |  |

| Lado J |                                                             |          |  |
| N.º    | Título                                                      | Duración |  |
| 1.     | «Hole to Feed» (Popof Vocal Mix)                            | 8:44     |  |
| 2.     | «Hole to Feed» (Paul Woolford's Easyfun Ethereal Disco Mix) | 7:08     |  |

Fragile Tension / Hole to Feed
| Lado K |                                    |          |  |
| N.º    | Título                             | Duración |  |
| 1.     | «Perfect» (Roger Sanchez Club Mix) | 7:26     |  |
| 2.     | «Perfect» (Ralph Rosario Dub)      | 8:27     |  |

| Lado K |                                                 |          |  |
| N.º    | Título                                          | Duración |  |
| 1.     | «Peace» (Hervé's 'Warehouse Frequencies' Remix) | 5:10     |  |
| 2.     | «Peace» (Sander Van Doorn Remix)                | 8:02     |  |

Fragile Tension / Hole to Feed 12 pulgadas limitado
| Lado L |                                         |          |  |
| N.º    | Título                                  | Duración |  |
| 1.     | «Fragiile Tension» (Radio Mix)          | 3:35     |  |
| 2.     | «Hole to Feed» (Radio Mix)              | 3:26     |  |
| 3.     | «Come Back» (SixToes Remix)             | 4:47     |  |
| 4.     | «Fragile Tension» (Laidback Luke Remix) | 7:51     |  |

| Lado M |                                                |          |  |
| N.º    | Título                                         | Duración |  |
| 1.     | «Fragile Tension» (Peter Bjorn and John Remix) | 3:46     |  |
| 2.     | «Hole to Feed» (Joebot Remix)                  | 6:41     |  |
| 3.     | «Perfect» (Ralphi & Craig Club Remix)          | 8:49     |  |
| 4.     | «Fragile Tension» (Solo Loves Panorama Remix)  | 6:10     |  |

## Datos
- El tema «Spacewalker» es instrumental.
- Cuarenta y siete conciertos de la gira fueron grabados, todos titulados Recording the Universe y puestos a la venta de manera exclusiva y limitada, todos con una misma portada diseñada por Anton Corbijn.
  - Otro concierto más fuera de la serie se publicó también vía digital o en ediciones limitadas bajo el nombre Concert for Teenage Cancer Trust, cuyas ventas se destinaron a la lucha contra el cáncer.
- El músico Tony Hoffer, quien participó en la mezcla del disco, llegó al grupo gracias a su colaboración con David Gahan en su álbum solista Hourglass.
- La canción «Peace» fue originalmente anunciada con el título Peace Will Come to Me.
- El comienzo de la misma «Peace» es muy similar al del tema clásico de 1982, «See You», el cual se omitió en su versión como sencillo; luego, el segundo movimiento que integra la percusión es muy similar al de «Home» de 1997.
- En las canciones «Little Soul» y «Perfect» se pronuncia la palabra "Universe", se ignora si fue por ello que la eligieron para el título del álbum.
- La canción «Corrupt» se empleó para promover el fin de la tercera temporada de la serie televisiva True Blood; la cadena HBO realizó una versión en vídeo promocional con segmentos de la sesión de estudio del tema.
- En el álbum Liquid de 2000 del proyecto Recoil de Alan Wilder uno de los temas, que de hecho fuera sencillo, se llama también «Jezebel».
- Con casi 61 minutos de duración total, terminó siendo el álbum más largo de DM, superando en segundos a Ultra.
- El tema «Fragile Tension» se interpretó una sola ocasión mientras «In Sympathy» se interpretó solo en dos ocasiones durante el Tour of the Universe. Nunca se les incluyó de nuevo en conciertos.
- El tema «Perfect» y el instrumental «Spacewalker» nunca llegaron a ser interpretados en concierto por DM. La canción «Little Soul» fue interpretada solo en versión acústica en conciertos, aunque existe una versión en vivo en estudio reproduciendo su forma básica del álbum.
- Con todas las varias ediciones, y material en éstas, Sounds of the Universe es el álbum, no compilación, más extenso en contenido que DM ha publicado.

Es el segundo álbum de DM en el que aparecieron canciones compuestas por Dave Gahan tras de que en 2005 contribuyera por primera vez con temas de su propia inspiración en el álbum Playing the Angel de ese año, escritas de nuevo junto con el baterista austriaco Christian Eigner, quien hace lo propio en DM desde 1997, y con Andrew Phillpott, colaborador cercano del grupo desde 2001; lo que es más, este “trío interno” de Depeche Mode también llevó a cabo el álbum solista Hourglass del cantante en 2007, de hecho las nuevas canciones de Gahan se parecen bastante más a las de Hourglass y se acercan mucho más al estilo tradicional de DM que aquellas con las que contribuyera en Playing the Angel; pues inclusive cabe mencionar que las críticas negativas hacia Hourglass apuntaban precisamente a que su sonido era demasiado parecido a Depeche Mode, con lo cual paradójicamente se ha ganado por derecho propio convertirse en el segundo compositor del grupo.
Por otro lado, siguiendo los paralelismos con el álbum Playing the Angel, Depeche Mode repite su colaboración con el productor Ben Hillier, posiblemente por el buen recibimiento que lograra aquel disco y quizá por una óptima sinergia después de que sus álbumes de 1997 y 2001, Ultra y Exciter, obtuvieran críticas más encontradas y ventas menos considerables que en sus años de mayor auge.
Además de ello, en Hourglass de Dave Gahan participó también el músico Tony Hoffer, quien ahora trabajó en la mezcla de este nuevo álbum junto con Hillier. Hasta es probable que su presencia en Depeche Mode sea un tanto como lo fuera la de Gareth Jones en los ochenta, quien llegó a ser coproductor no acreditado en el álbum Construction Time Again de 1983, pues el disco Hourglass logró un relativo buen recibimiento y buenas ventas.
El álbum está evidentemente muy elaborado, por ejemplo los temas de Dave Gahan se notan programados y reprogramados, pero el resultado es sólido en cuanto al sonido alcanzado. El productor Ben Hillier, nuevamente como en Playing the Angel, se decantó por los antiguos equipos análogos en lugar de los imperantes digitales de esta época, con lo cual DM suena más retro que en cualquier álbum reciente, sin embargo al mismo tiempo consiguen un disco auténticamente futurista, pues por momentos suenan como un nuevo Kraftwerk con sus temas texturizados en melodías electrónicas, sintéticas, espaciales, además de letras en general más optimistas y espirituales, contrastado con algunas canciones bastante ásperas. En suma, prácticamente el álbum más electro desde 1990.
Sobre los temas de David Gahan, estos demuestran una considerable evolución desde los de su álbum debut de 2003, los que ofreció en Playing the Angel y los de su álbum Hourglass, en el que ya se notaba mucha mejoría y mayor seguridad, además una vez complementados con los propios aportes de Martin Gore curiosamente el álbum en su conjunto pareciera más aproximado a Hourglass que a Playing the Angel. Del mismo modo, en este como en ningún otro álbum del grupo, Gahan muestra un espectro vocal más educado y amplio aportando un tono distinto a cada tema con lo cual realza consistentemente la composición de los mismos.
Mientras, los temas de Martin Gore resultan más bien oníricos e introspectivos, a excepción de «Wrong» o «Corrupt», las cuales resultan temas más bien alternativos, pero sobre todo la colección es tecnopop, incluso pareciera que pretendieron hacer un álbum electrónico por excelencia, sonando por momentos muy retro, sin embargo el disco en su conjunto pareciera la música ambiental para un clásico filme de ciencia ficción, especialmente en temas como Peace y Perfect, pues las bases sintéticas están muy trabajadas de tal modo que parezcan un montón de computadoras haciendo música, y esta vez como no pasaba desde los anteriores cuatro discos, el acompañamiento acústico queda notoriamente relegado.
Por último, Depeche Mode se embarcó en la gira de apoyo Tour of the Universe, aunque apenas empezada varias fechas debieron ser canceladas debido a un problema intestinal de Dave Gahan, que al poco se reveló era un tumor benigno que pronto le fue extirpado. La gira es una de las más largas de su carrera pues incluso volvieron a Sudamérica, donde no habían ido desde 1994, y al igual que con Playing the Angel y la serie Recording the Angel las presentaciones están siendo grabadas y lanzadas a la venta por Internet en doble CD o como ediciones digitales bajo el nombre genérico Recording the Universe, con la diferencia que ahora se planea capturar casi todos los conciertos que se realicen.

## Canción por canción
In Chains como primer tema de la colección, y a diferencia de los seis últimos álbumes no es punta de lanza del mismo, tras de un complicado inicio de sonidos varios opta por la tendencia más blues de DM con mucha cercanía al trip-hop, aunque sin ser plenamente ambiental pues es la canción donde manejan más movimientos, de hecho el tema es uno de esos de Depeche Mode que más recuerdan las formas del Rock progresivo con las cuales llegaran a coquetear en el pasado, incluso pareciera una canción del álbum Ultra, pero antes que nada es un tema de amor.
Hole to Feed es la primera canción de Gahan, Eigner, Phillpott, para el álbum, la cual demuestra las tendencias musicales del primero dejando patente sus influencias de la música norteamericana. Eso si, por vez primera Christian Eigner deja en evidencia sus propios aportes a Depeche Mode haciendo un grave arreglo de batería, que de hecho él grabó con el grupo para el disco, si bien repetitivo muy rítmico y consistente con la canción.
Wrong es un estridente tema todavía endeudado con las épocas más salvajes de Depeche Mode, en el cual se narra una lúgubre historia sobre todo lo malo que puede pasar en una vida, o en un momento, acercándose mucho al espíritu soul de Policy of Truth con la voz de Dave Gahan en uno de sus tonos más potentes. Aunque es más bien una canción en lo lírico muy agresiva también es muy dramática y triste con musicalización sin embargo bastante rítmica aún y con la cantidad de efectos añadidos, pero sobre todo muy alternativa. De todos los géneros en que pueda entrar, ciertamente es un tema synth rock con tendencia al punk.
Fragile Tension pareciera una canción de aquella época del auge de Depeche Mode, con su letra de compromiso, la base electro cargada de efectos y una melodía solo sintética. Cantada en tono bajo de Gahan, aunque es un tema crítico opta por la tendencia más común de DM al ser un tema que se puede tararear y se puede bailar. Es la primera pieza del álbum que remite a los años de apogeo del tecno con sus ritmos sintetizados, su sencilla letra sobre el planeta y hasta un fugaz juego vocal con Andrew Fletcher.
Little Soul es un dueto de Gahan y Gore con un sonido sugerente, alucinante, hipnótico, incluso un tanto sicodélico, que se escucha como una evocativa canción nocturna. Pese a ser una pieza acompasada reminiscente del jazz, su planteamiento lírico la hace muy seductora y un tanto atrevida, volviéndolo más un tema vocal que musical, aunque en conjunto con el álbum es el primer ejercicio minimalista que contiene, como tan frecuentemente sucede en los discos de DM.
In Sympathy es otra sintética canción de amor con una discreta guitarra y una base principal por completo electrónica, aunque lo que más llama la atención es la voz de David Gahan, pues es la que en realidad pone la melodía, haciéndola un ejercicio electrónico vocal. La textura tecnopop clasicista del tema y la alegre letra recuerdan las épocas experimentales de DM en el género en discos como Construction Time Again.
Peace es una canción sumamente electro grandilocuente y sonora por completo sintetizada, aunque llama la atención como en su base melódica recuerda antiguos artífices del tecnopop como OMD, Soft Cell o Pet Shop Boys. Sin embargo, la canción de DM se propone como una especie de himno electrónico, pacifista y muy sonoro, con el eterno dueto Gahan-Gore en su gran estribillo. Pareciera el tema epónimo del álbum pues la base electrónica principal remite a antiguos filmes de ciencia ficción, y es que es un tema cósmico, galáctico, espacial, universal, robótico, tecnológico, informático, bastante endeudado con los años de experimentalismo del tecno, aunque también muy espiritual.
Come Back es otra potente balada del trío Gahan, Eigner, Phillpott. Declaradamente una canción de amor, lo cual aunque pudiese parecer convencional demuestra una enorme evolución compositiva del cantante, ayudado por la producción de Ben Hillier, ya que es muy melódica y sonora. Recuerda también por momentos la época de esplendor del tecno, con su base rítmica tan trabajada y su lírica tristona en la que realmente Gahan hace una metáfora sobre un chico enfrascado en adicción a las drogas, con lo cual de paso sigue utilizando sus temas como medio de canalización a los que fueran sus más personales padecimientos.
Spacewalker es el único tema instrumental de la colección tal como en los anteriores álbumes, aunque hecho como una suerte de pieza ambiental para un filme de ciencia ficción el nombre no le hace justicia, pues en realidad este breve interludio del álbum remite a sonidos jazz, pero sobre todo cuenta con una extraña cualidad hedonista y selvática.
Perfect es otra canción sumamente sintetizada, que inevitablemente recuerda a la experimentación electrónica de la década de los ochenta, haciendo del efecto más simplista de un ordenador una base rítmica, acompañada de la voz medianamente distorsionada de Gahan que también en este caso es propiamente la que da la melodía. A momentos robotizada y por otros minimalista, es una encomiástica y optimista canción.
Miles Away/The Truth is es la tercera aportación de Gahan, Eigner, Phillpott, y resulta otra suerte de soul sintético con su arrítmica musicalización tecno-acústica, lo cual le otorga mucha calidad rock junto con su áspera letra, con lo cual el cantante gana en versatilidad tanto vocal como compositiva. El sonido es reminiscente del country, con lo cual el cantante sigue demostrando su tendencia por los ritmos norteamericanos, aunque en general toda la musicalización resulta muy cargada de efectos y múltiples sonidos mezclados.
Jezebel como único tema cantado por Martin Gore muestra como el músico al igual que en los anteriores álbumes opta por la pieza más atípica de la colección, reseñando la onírica historia de una inolvidable chica árabe. Con ritmos tranquilos pero meramente sintetizados, el tema tiene un discreto acompañamiento de percusión casi disuelto por la cama de sonidos que componen la base principal, la cual está hecha de tal modo que parezca una canción exótica oriental, además es la segunda pieza minimalista en el álbum.
Corrupt cierra el álbum iniciando con una base electrónica que nuevamente remite a los años de mayor auge del tecno, sin embargo pronto se convierte en un pecaminoso tema de inspiración alternativa que recuerda los discos más rock de DM. El tema es una suerte de contrapropuesta a Wrong en donde se hace una macabra oda a lo más malo y perverso del hombre que corrompe. Como ya en los anteriores álbumes, el tema se acerca en mucho al rock gótico con sus sonidos tétricos y su melodía siniestra, pues la base rítmica compuesta es propia de una película de terror, con lo cual el tema es una suerte de representante tardío de la corriente más post punk de Depeche Mode.
El Interlude #5, o Wrong Reprise, como tema oculto en Corrupt es una brevísima reinterpretación de la base principal de Wrong, que de hecho suena más como su primera versión.
Oh Well es una suerte de rock sintetizado en una notación electrónica acelerada en casi todos sus movimientos, solo decelera en uno de los puentes y hacia la coda. La música está realizada solo de manera electrónica a base de efectos y sampler, lo cual lo vuelve no totalmente comerciable. La letra es sobre amor y satisfacción, con un rutilante salvajismo que lo vuelve provocativo y cadencioso. El tema se concluye sobre una notación percusiva con efectos que lo deconstruyen de modo acompasado similar a como da inicio.
Esque es un tema hecho en clave electrónica, en una notación muy suave, pero plenamente sintetizado. No pasa de un mismo movimiento en su corta duración, pero carece de sonidos percusivos, los que lo aparentan son más bien efectos. Discurre en una nota aguda que le da un sentido de ligereza rayana en lo ambienta.
Ghost es otro tema en tono de rock electrónico, con una letra fuerte sobre obsesión y posesión, en una forma más bien agresiva, con acercamiento a las épocas de rock gótico de DM. La letra resulta tanto sugerente como ominosa en tono de rock sintetizado en notación grave con ingeniería que lo hace parecer por momentos un tema de terror al plantearse como una suerte de interrupción de radio.
The Sun and the Moon and the Stars es una balada en forma electrónica minimalista, cantada por Martin Gore, con una letra que es una poesía sobre el Sol, la Luna, las estrellas, el Cielo, en una notación baja que le da una sonoridad suave y acompasada, con ciertos elementos de trip hop, como en otros experimentos anteriores del grupo, la cual llega a ser una suerte de oda a los astros y a las relaciones cuando fallan de algún modo.
Light es una balada en cercana al minimalismo con ciertos elementos de rock electrónico en la tradición más pop de DM, conducida por notas de guitarra, en una notación en general muy suave que ahora en todo momento cualquier tipo de estridencia. Es una función sintetizada con el elemento orgánico de las cuerdas y una letra sobre como una presencia ilumina la vida de los demás.

## En listas de álbumes
| País/Continente | Lista musical  | Primera semana | Posición de ingreso | Mejor posición | Semanas en la mejor posición | Semanas en la lista musical | Última semana | Posición actual |
| --------------- | -------------- | -------------- | ------------------- | -------------- | ---------------------------- | --------------------------- | ------------- | --------------- |
| América         |                |                |                     |                |                              |                             |               |                 |
| Canadá          | Top 30 Albums  | 09-05-2009     | 3                   | 3              | 1                            | 2                           | 16-05-2009    |                 |
| Estados Unidos  | Billboard 200  | 09-05-2009     | 3                   | 3              | 1                            | 10                          | 11-07-2009    |                 |
| México          | Top 100 Albums | 07-04-2009     | 87                  | 1              | 1                            | 16                          | 21-07-2009    |                 |
| Europa          |                |                |                     |                |                              |                             |               |                 |
| Alemania        | Top 50 Albums  | 01-05-2009     | 1                   | 1              | 4                            | 18                          | 28-08-2009    |                 |
| Austria         | Top 75 Albums  | 01-05-2009     | 1                   | 1              | 1                            | 12                          | 17-07-2009    |                 |
| Bélgica         | Top 100 Albums | 25-04-2009     | 2                   | 2              | 2                            | 18                          | 22-08-2009    |                 |
| Dinamarca       | Top 40 Albums  | 24-04-2009     | 38                  | 1              | 1                            | 12                          | 10-07-2009    |                 |
| España          | Top 100 Albums | 26-04-2009     | 1                   | 1              | 1                            | 20                          | ▼ 25          | 95              |
| Europa          | Top 100 Albums | 16-05-2009     | 1                   | 1              | 3                            | 17                          | 05-09-2009    |                 |
| Finlandia       | Top 40 Albums  | 23-04-2009     | 3                   | 3              | 1                            | 5                           | 21-05-2009    |                 |
| Francia         | Top 200 Albums | 25-04-2009     | 2                   | 2              | 2                            | 20                          | ▼ 11          | 109             |
| Irlanda         | Top 75 Albums  | 23-04-2009     | 3                   | 3              | 1                            | 5                           | 21-05-2009    |                 |
| Italia          | Top 20 Albums  | 23-04-2009     | 1                   | 1              | 2                            | 11                          | 02-07-2009    |                 |
| Noruega         | Top 40 Albums  | 28-04-2009     | 2                   | 2              | 1                            | 7                           | 09-06-2009    |                 |
| Países Bajos    | Top 100 Albums | 25-04-2009     | 7                   | 7              | 1                            | 10                          | 27-06-2009    |                 |
| Polonia         | Top 50 Albums  | 27-04-2009     | 1                   | 1              | 3                            | 12                          | R             | 47              |
| Portugal        | Top 30 Albums  | 27-04-2009     | 2                   | 2              | 1                            | 5                           | 25-05-2009    |                 |
| Reino Unido     | Top 75 Albums  | 26-04-2009     | 2                   | 2              | 1                            | 4                           | 17-05-2009    |                 |
| Suecia          | Top 60 Albums  | 04-04-2009     | 1                   | 1              | 2                            | 14                          | 04-09-2009    |                 |
| Suiza           | Top 100 Albums | 03-05-2009     | 1                   | 1              | 4                            | 19                          | 06-09-2009    |                 |
| Oceanía         |                |                |                     |                |                              |                             |               |                 |
| Australia       | Top 50 Albums  | 03-05-2009     | 32                  | 32             | 1                            | 1                           | 03-05-2009    |                 |
| Nueva Zelanda   | Top 40 Albums  | 27-04-2009     | 31                  | 31             | 1                            | 1                           | 27-04-2009    |                 |